# Volo Sabena 548
Il volo Sabena 548 si schiantò il 15 febbraio 1961 nei pressi del villaggio di Berg, vicino a Bruxelles in Belgio, causando la morte di tutte le 72 persone a bordo e di una persona a terra. Tra le vittime ci fu l'intera squadra statunitense di pattinaggio di figura. In segno di lutto i campionati mondiali di pattinaggio di figura, in programma la settimana seguente a Praga, vennero annullati.

## Aereo, incidente e cause
Il velivolo, registrato come OO-SJB, era un Boeing 707-329 della compagnia belga Sabena partito la sera del 14 febbraio 1961 dall'aeroporto Idlewild di New York con destinazione Aeroporto Internazionale di Bruxelles. Non c'era stata nessuna indicazione di problemi a bordo fino a quando l'aereo non giunse nelle vicinanze dell'aeroporto di arrivo. Il pilota dovette rimanere in volo in attesa che un piccolo velivolo sgomberasse la pista, poi, secondo testimoni oculari, l'aereo cominciò a muoversi in maniera erratica e andò a schiantarsi in un campo nei pressi di Berg. L'esatta causa dell'incidente non fu mai identificata, ma secondo la Federal Aviation Administration (FAA) degli Stati Uniti la causa più probabile fu il malfunzionamento del meccanismo di regolazione dello stabilizzatore.

## Ripercussioni
Nell'incidente morirono gli 11 membri dell'equipaggio e i 61 passeggeri del Boeing, più un giovane contadino che stava lavorando nel campo dove avvenne lo schianto. Tra i passeggeri c'era anche la nazionale statunitense di pattinaggio di figura che si stava recando a Praga per gli imminenti campionati mondiali. Persero la vita 18 atleti e 16 tra allenatori, giudici di gara e accompagnatori. La notizia creò sgomento nel mondo del pattinaggio, e il comitato esecutivo dell'International Skating Union (ISU) decise di annullare la competizione iridata in segno di lutto per la morte dei colleghi statunitensi.
Il 23 febbraio 1961 la U.S. Figure Skating Association, la federazione statunitense del pattinaggio, decise di istituire un fondo alla memoria dei 18 pattinatori scomparsi.  Molti di loro erano giovani promesse, convocati nella squadra nazionale per la prima volta quell'anno, in seguito al ritiro dalle competizioni dei principali campioni statunitensi dopo le Olimpiadi del 1960. In loro memoria, il U.S. Figure Skating Memorial Fund si propone di fornire un sostegno economico a giovani pattinatori statunitensi meritevoli che abbiano il potenziale per emergere nelle competizioni nazionali e internazionali.
Il disastro aereo costrinse il pattinaggio di figura statunitense a ripartire da zero. Gli atleti più forti, su cui si puntava per costruire la squadra olimpica per il 1964, e i migliori allenatori non c'erano più. Per avere un'idea della difficile situazione, basti pensare che ai campionati nazionali dell'anno dopo ci furono solo quattro concorrenti nel singolo uomini. Barbara Ann Roles, ritiratasi dopo il bronzo olimpico del 1960 e neomamma da pochi mesi, fu convinta dalla federazione statunitense a tornare alle gare affinché in squadra ci fosse almeno una pattinatrice d'esperienza.
In occasione del 40º anniversario della tragedia, il 13 febbraio 2001 a Berg venne inaugurata una stele commemorativa.

## Vittime della squadra statunitense
Pattinatori:
- Roger Campbell (coppie), secondo ai campionati nazionali e ai campionati nordamericani
- Dona Lee Carrier (coppie), seconda ai campionati nazionali e ai campionati nordamericani
- Patricia Dineen (coppie), terza ai campionati nazionali
- Robert Dineen (coppie), terzo ai campionati nazionali
- Gregory Kelley (singolo uomini), secondo ai campionati nazionali, terzo ai campionati nordamericani
- Bradley Lord (singolo uomini), campione nazionale, secondo ai campionati nordamericani
- Rhode Lee Michelson (singolo donne), terza ai campionati nazionali
- Ila Ray Hadley (coppie), seconda ai campionati nazionali, già nella squadra olimpica e mondiale nel 1960
- Ray Hadley (coppie), secondo ai campionati nazionali, già nella squadra olimpica e mondiale nel 1960
- Laurie Hickox (coppie), terza ai campionati nazionali
- William Hickox (coppie), terzo ai campionati nazionali
- Laurence Owen (singolo donne), campionessa nazionale e nordamericana, già nella squadra olimpica e mondiale nel 1960
- Maribel Owen (coppie), campionessa nazionale, seconda ai campionati nordamericani
- Larry Pierce (danza), campione nazionale
- Douglas Ramsay (singolo uomini), quarto ai campionati nazionali e ai campionati nordamercani (inserito come riserva dopo il forfait di Tim Brown)
- Dudley Richards (coppie), campione nazionale, secondo ai campionati nordamericani
- Diane C. Sherbloom (danza), campionessa nazionale
- Stephanie Westerfeld (singolo donne), seconda ai campionati nazionali

Allenatori:
- Linda Hadley, madre e allenatrice di Ila Ray Hadley e Ray Hadley
- William Kipp
- Daniel Ryan
- Edi Scholdan
- William Swallender
- Maribel Vinson-Owen, già vincitrice di quindici titoli nazionali, madre e allenatrice di Laurence e Maribel Owen

Giudici di gara:
- Harold Hartshorne, già campione nazionale di danza su ghiaccio, giudice internazionale
- Edward LeMaire, già campione nazionale, giudice nazionale
- Deane E. McMinn, team manager, giudice internazionale e olimpico
- Walter S. Powell, arbitro internazionale e membro del comitato esecutivo dell'ISU

Accompagnatori:
- Ann Campbell, madre di Roger Campbell
- Louise Hartshorne, moglie di Harold Hartshorne
- Nathalie Kelley, sorella di Gregory Kelley
- Richard LeMaire, figlio di Edward LeMaire
- James Scholdan, figlio di Edi Scholdan
- Sharon Westerfeld, sorella di Stephanie Westerfeld